# Chrysomyxa empetri
Chrysomyxa empetri är en svampart som beskrevs av J. Schröt. ex Cummins 1956. Chrysomyxa empetri ingår i släktet Chrysomyxa och familjen Coleosporiaceae.   Inga underarter finns listade i Catalogue of Life.